# Indische aalscholver
De Indische aalscholver (Phalacrocorax fuscicollis) is een zeevogel uit de familie Phalacrocoracidae (aalscholvers).

## Verspreiding en leefgebied
Deze soort komt voor in de laaglanden van Pakistan, India, Sri Lanka en Zuidoost-Azië.

## Status
De grootte van de populatie is in 2006 geschat op 30 duizend vogels. Op de Rode lijst van de IUCN heeft deze soort de status niet bedreigd.